# Pärnu flygplats
Pärnu flygplats är en flygplats i Estland.   Den ligger i kommunen Sauga vald och landskapet Pärnumaa, i den sydvästra delen av landet, 110 km söder om huvudstaden Tallinn. Pärnu flygplats ligger 14 meter över havet.